# خوزستان (استان ساسانی)
خوزستان (به پارسی میانه: 𐭧𐭥𐭰𐭮𐭲𐭭؛ آوانگاری: Hūzistān) یک استان ساسانی در دوران باستان پسین بود، که تقریباً با استان خوزستان امروزی مطابقت دارد و پایتخت آن گندی شاپور بود.

## نام
نام خوزستان (به معنای "سرزمین خوزها") به دورهٔ ایلامی برمی‌گردد. این واژه برای نامیدن مردم منطقه‌ای به کار می‌رفت که از هزارهٔ سوم پیش از میلاد تا زمان پیدایش شاهنشاهی هخامنشی در ۵۳۹ پیش از میلاد در این منطقه زندگی می‌کردند.

## مناطق
استان‌بندی رسمی خوزستان نامشخص است، زیرا منابع عربی گزارش‌های گوناگونی به دست می‌دهند. خوزستان دستکم به هفت منطقه (روستاگ یا تسوگ) تقسیم شده بود که بزرگ‌ترین آن‌ها هرمزد-اردشیر بود. سایر مناطق عبارت بودند از: رستم کواد، شوشتر، شوش، گندی شاپور، رام-هرمزد و دورق.

## تاریخ
در زمان اشکانیان، خوزستان به دست پادشاهی الیمائی که خراج‌گذار شاهنشاهی اشکانی بود اداره می‌شد. این ایالت در سال ۲۲۱ میلادی توسط شاه پارس اردشیر بابکان فتح شد، کسی که سپس با شکست اشکانیان، شاهنشاهی ساسانیان را بنیان گذاشت.  در زمان دومین شاهنشاه ساسانی، شاپور یکم از خوزستان با عنوان یک استان در سنگ‌نبشتهٔ شاپور یکم بر کعبه زرتشت یاد شده‌است. در این سنگ‌نوشته به خوزستان پس از پارس و پهلو اشاره شده‌است که نشان‌دهندهٔ اهمیت این استان است. کرتیر موبد زرتشتی نیز به همین ترتیب در سنگ‌نوشته‌اش در نقش رجب از این استان یاد می‌کند. درسال ۲۶۰ میلادی، شاپور یکم شهر گندی شاپور را بنیان نهاد، که در دهکده‌ای به نام پیلاباد واقع در بین شوش و شوشتر تأسیس شد. این شهر که به عنوان محلی برای اسکان اسیران جنگی رومی ساخته شده بود، متعاقباً به یک اقامتگاه تابستانی برای شاهان ساسانی و مرکز خوزستان تبدیل شد. پسر و جانشین شاپور یکم، هرمز یکم (۲۷۰–۲۷۱) دو شهر هرمز-اردشیر و رام-هرمزد را در خوزستان بنیان گذاشت.  در زمان بهرام دوم (۲۷۴–۲۹۳)، یک موبد در خوزستان شورش کرد و مدت کوتاهی استان را تصرف کرد.
در دوران پادشاهی قباد یکم (۴۸۸–۴۹۶، ۵۳۱–۴۹۸) و پسر و جانشین او خسرو انوشیروان (۵۳۱–۵۷۹) شاهنشاهی به چهار منطقهٔ مرزی (کوست در زبان پارسی میانه) تقسیم شد و فرماندهی نظامی (اسپهبد) عهده‌دار هر منطقه بود.   مناطق مرزی به xwarāsān (شرق)، xwarārān (غرب)، nēmrōz (جنوب) و abāxtar (شمال) معروف بودند.   خوزستان همراه پارس در منطقهٔ جنوبی بود. کرمان و سیستان نیز بعضی اوقات شامل این مناطق می‌شدند.   خوزستان یکی از اولین استان‌هایی بود که در زمان حمله اعراب به ایران، سقوط کرد. این استان تا سال ۶۴۲ زیر فرمان ساسانیان بود. 

## جمعیت
جمعیت ایالت عمدتاً در اطراف رودها و کانال‌های آن متمرکز بود.  شمال و شرق مملو از ایرانیان و ایلامی‌ها بود، در حالی که قسمت غربی آن را مردم آرامی زبان صحبت می‌کردند. تبعیدیان رومی و هندی نیز در این استان زندگی می‌کردند.  

## ضرب سکه
خوزستان به عنوان یکی از محل‌های ضرب سکه ساسانیان شناخته شده‌است که با نشان "HŪZ" شناخته می‌شد.  شهر رامهرمز حداقل از قرن سوم تولید سکه می‌کرد.  ضرب سکه در هرمز-اردشیر در زمان سلطنت اردشیر دوم (۳۷۹–۲۸۳) و  و در زمان بهرام چهارم (۳۸۸–۳۹۹) نیز یک ضرابخانه در گندی‌شاپور و شوش تأسیس شد. 